# اللعنة 2: العضة
اللعنة 2: العضة (بالإنجليزية:Curse II: The Bite) فيلم رعب أمريكي إيطالي ياباني صدر عام 1989 من إخراج فريدريكو بروسبيري وبطولة كلا من جون إدوارد بيك وجيل شولين. 